# Castelo de Innes Chonnel

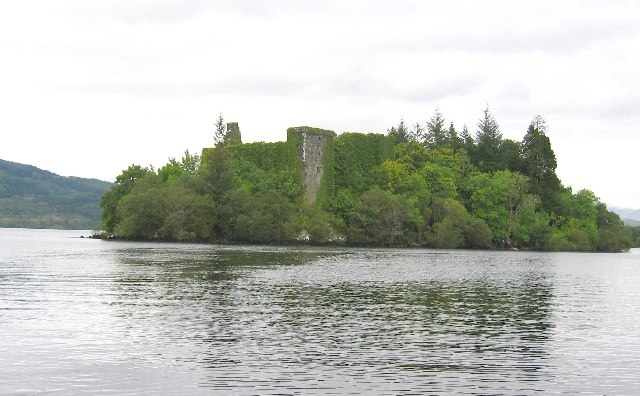
Castelo de Innes Chonnel, visto do Loch Awe.

O Castelo de Innes Chonnel ou Castelo Ardchonnel é um castelo em ruínas do século XIII em Innis Chonnell, uma ilha no Loch Awe perto de Dalavich, Argyll and Bute, na Escócia. Já foi uma fortaleza do Clã Campbell.
O castelo e a ilha são, em conjunto, um monumento marcado.